# Heliura semihyalina
Heliura semihyalina är en fjärilsart som beskrevs av Rothschild 1912. Heliura semihyalina ingår i släktet Heliura och familjen björnspinnare. Inga underarter finns listade i Catalogue of Life.